# هانز فلوغيل
هانز فلوغل، (بالألمانية: Hans Flügel)‏ لاعب كرة قدم ألماني، ولد في 11 مارس 1930 وتوفي في 12 سبتمبر 2012 .لعب في الجناح الأيسر لنادي بوروسيا دورتموند في مواسم 1953/1952 و1956/1955 و 1957/1956 وقد كان فريقه في هذه المواسم بطل الدوري الألماني الأعلى (أوبرليغا). وفي 9 نوفمبر 1952 أنضم للمنتخب الوطني ب

## المسيرة
موسم 1950/51، جاء المدرّب بيكر من Tura Elsen (مدينة بادربورن) إلى ساحة بورسيج في دورتموند كان أسرع مهاجم جناح ولكنه عرضه للإصابة، وفي اليوم الأول، 27 أغسطس 1950، فاز 2-1 على أرضه ضد SpVgg Erkenschwick كانت المرة الأولى للمدرب هانز جوزيف في الدوري. وشكل مع فيرنر إيردمان، وإدمون كاسبرسكي، وجوزيف لينيفير وإيريك شانكو هجوم بوروسيا دورتموند. في مباراة الجولة الثانية، ساهم بهدفين في مباراة بوروسيا مونشنغلادباخ وفاز بنتيجة 5 : 0 خارج ملعبه. خلال الجولة، جاء في 22 مباراة ب أربعة أهداف، وحلّ دورتموند في المركز الثالث.
في موسم 1951/52 جاء مع هانس شميت كمدرب جديد للفريق من ملعب روت إردي ومع ألفريد نييكلو وهو يلعب في مركز الهجوم. وسجل فلوغيل، مهاجم الجناح السريع، 14 هدف في 25 مباراة، بينما احتل فريق بوروسيا دورتموند المركز الرابع. في الفترة ما بين جولة 17 و 19، بتاريخ 6 يناير إلى 20 يناير 1952، سجل فريقه هدفين في كل من المباريات الثلاث ضد نادي كولن و Rheydter SV وشالكه 04. عندما فاز دورتموند ضد كاترينبورغ بنتيجة 9 : 1 وهامبورن 07 بنتيجة 7 : 0، ساهم كل في منها بهدف، في السنة التالية وبعد انضمام  مدرب نادي نورمبرغ السابق «بومبيس» شميت
في موسم 1952/53، نجح فريق بوروسيا دورتموند بالفوز ضد  نادي كولن  و  روت فايس إيسن. وكان  ألفريد بيسلير قد عاد من مونستر وقام هينريش كوياتكوسكي بحراسة المرمى. وكان الجناح هانز لعب 23 مباراة في الدوري وسجل تسعة أهداف. صفاته كجناح جلبته في 9 نوفمبر 1952 للمباراة الدولية في بازل ضد سويسرا مع المنتخب الوطني ب. وشكل مع الجناح اليمين فيليكس جيريتزين في المباراة التي فاز فيها فريقه بملعب المنتخب الألماني بهدفين لصفر.
وتميز لاعب الوسط ويلي شرودر.وفي 1 فبراير 1953 في دوسلدورف في المباراة التمثيلية بين ألمانيا الغربية والجنوب الغربي تأكيدا لأدائه الرائع في بوروسيا دورتموند. في الدور النهائي من كأس ألمانيا في عام 1953، كان في جميع المباريات الست ضد نادي شتوتغارت، ونادي هامبورغ، يونيون 06 برلين، وقد كانت أخر جولة في أرض دورتموند في 3 مايو مع فوز 2-1 على أرضه. في الدقيقة 75 سجل الجناح فلوغيل الهدف الثاني لفريقة كانت النتيجة الفوز 4 : 1 على أرضه يوم 24 مايو ضد هامبورغ سجل هدفين ضد خصمه والتر شيميل (الظهير الأيمن). وهزموا 1 : 2 في الجولة الأخيرة من اليوم الأخير، 7 يونيو، في شتوتغارت